# میانگین مکعبی
میانگین مکعبی، (به انگلیسی: Cubic mean) یا میانگین درجه سوم (نوشته شده بصورت {\displaystyle {\bar {x}}_{\mathrm {cubic} }}) یک حالت خاص از میانگین تعمیم‌یافته با {\displaystyle p=3} است.

## تعریف
برای {\displaystyle n} عدد حقیقی {\displaystyle x_{i}\in \mathbb {R} } میانگین مکعبی عبارت است از:
{\displaystyle {\bar {x}}_{\mathrm {cubic} }={\sqrt[{3}]{{\frac {1}{n}}\sum _{i=1}^{n}{x_{i}^{3}}}}={\sqrt[{3}]{{x_{1}^{3}+x_{2}^{3}+\cdots +x_{n}^{3}} \over n}}.}   
بعنوان مثال میانگین درجه سوم دو عدد بصورت زیر است:
{\displaystyle {\sqrt[{3}]{\frac {x_{1}^{3}+x_{2}^{3}}{2}}}}.

## کاربردها
یکی از کاربردهای میانگین درجه سوم در تخمین طول عمر قطعات ماشین‌آلات می باشد.
همچنین کاربرد دیگر میانگین درجه سوم در اندازه‌گیری پتانسیل محلی انرژی بادی است.